# Muhammed Demirel
Muhammed Demirel (8 de noviembre de 2002) es un deportista turco que compite en judo. Ganó una medalla de plata en el Campeonato Europeo de Judo de 2024, en la categoría de –66 kg.

## Palmarés internacional
| Campeonato Europeo | Campeonato Europeo | Campeonato Europeo | Campeonato Europeo |
| Año                | Lugar              | Medalla            | Categoría          |
| ------------------ | ------------------ | ------------------ | ------------------ |
| 2024               | Zagreb (Croacia)   | Medalla de plata   | –66 kg             |